# Borensberg

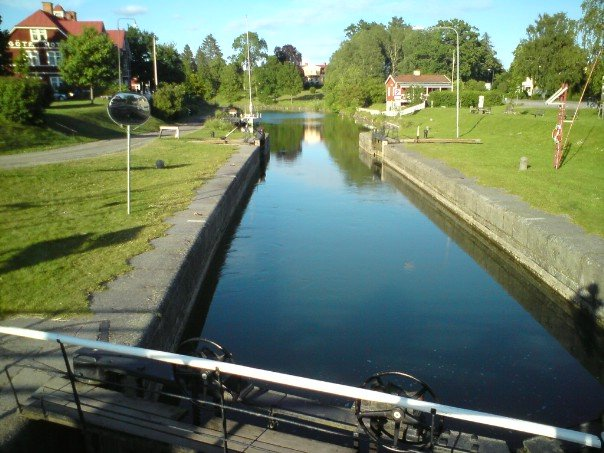
Slussen i Borensberg 2009

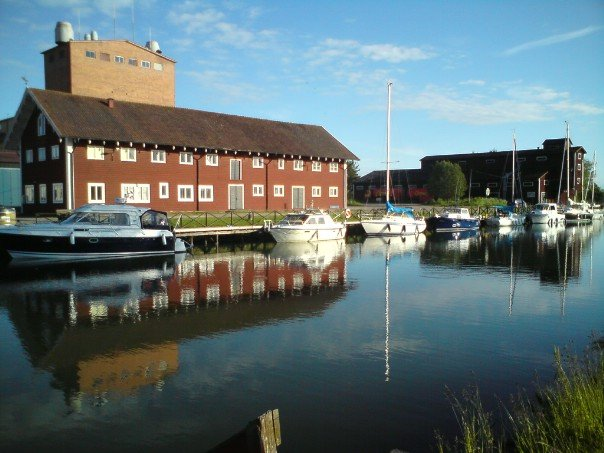
Borensbergs gästhamn

Borensberg (uttal (fil)) är en tätort i Motala kommun, Östergötlands län, och ligger 18 kilometer öster om Motala nära sjön Boren.
Borensberg är en handels-, turist- och industriort med bland annat tillverkning av plastprodukter (Arla Plast). Norr om samhället finns den militära förläggningsorten Kvarn. Genom orten går både Göta kanal och Motala ström. Strax utanför samhället ansluter riksväg 34 mellan Motala och Linköping. Andra vägar utgår mot Örebro och Skänninge.

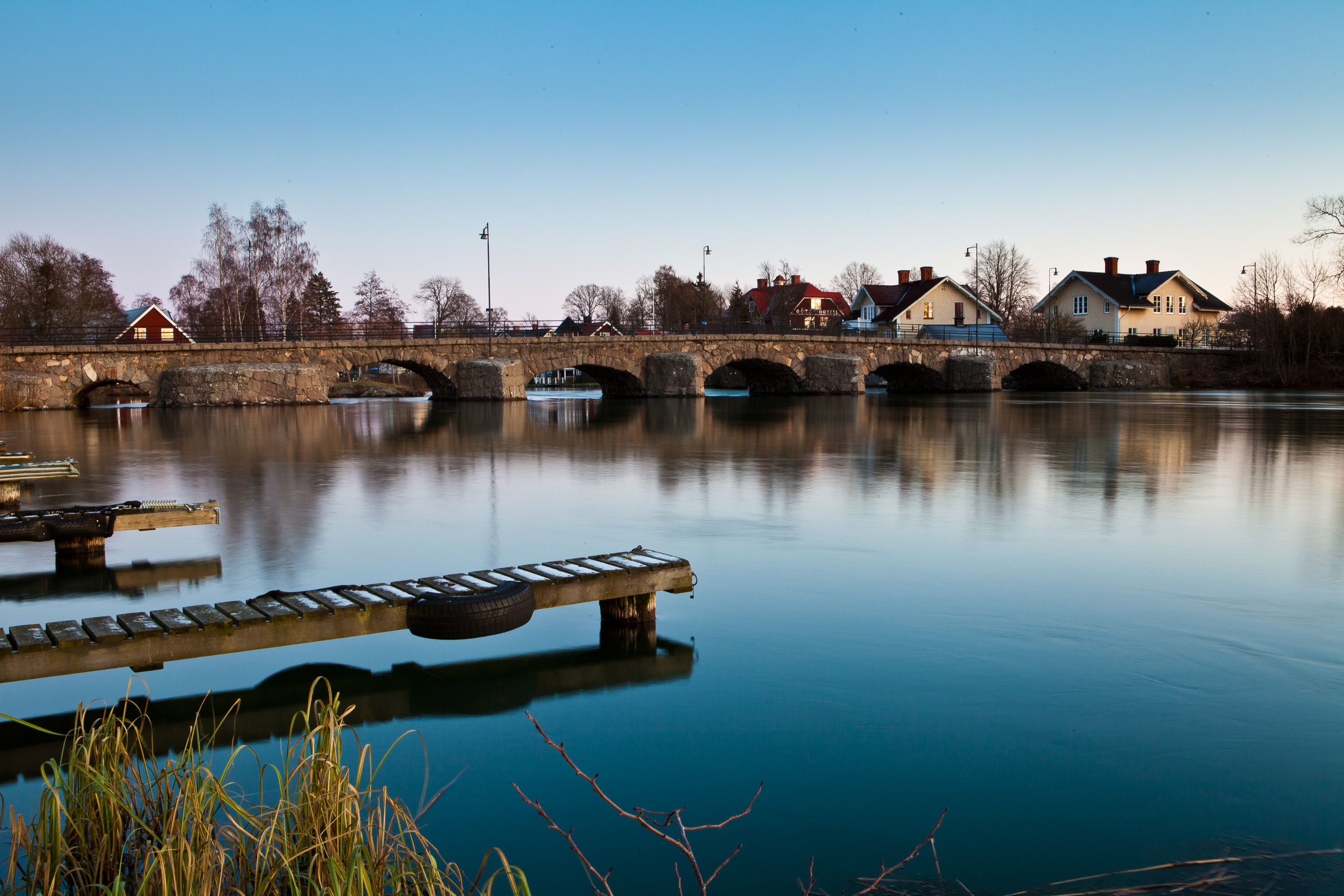
Strömbron i Borensberg sett från småbåtshamnen, januari 2012

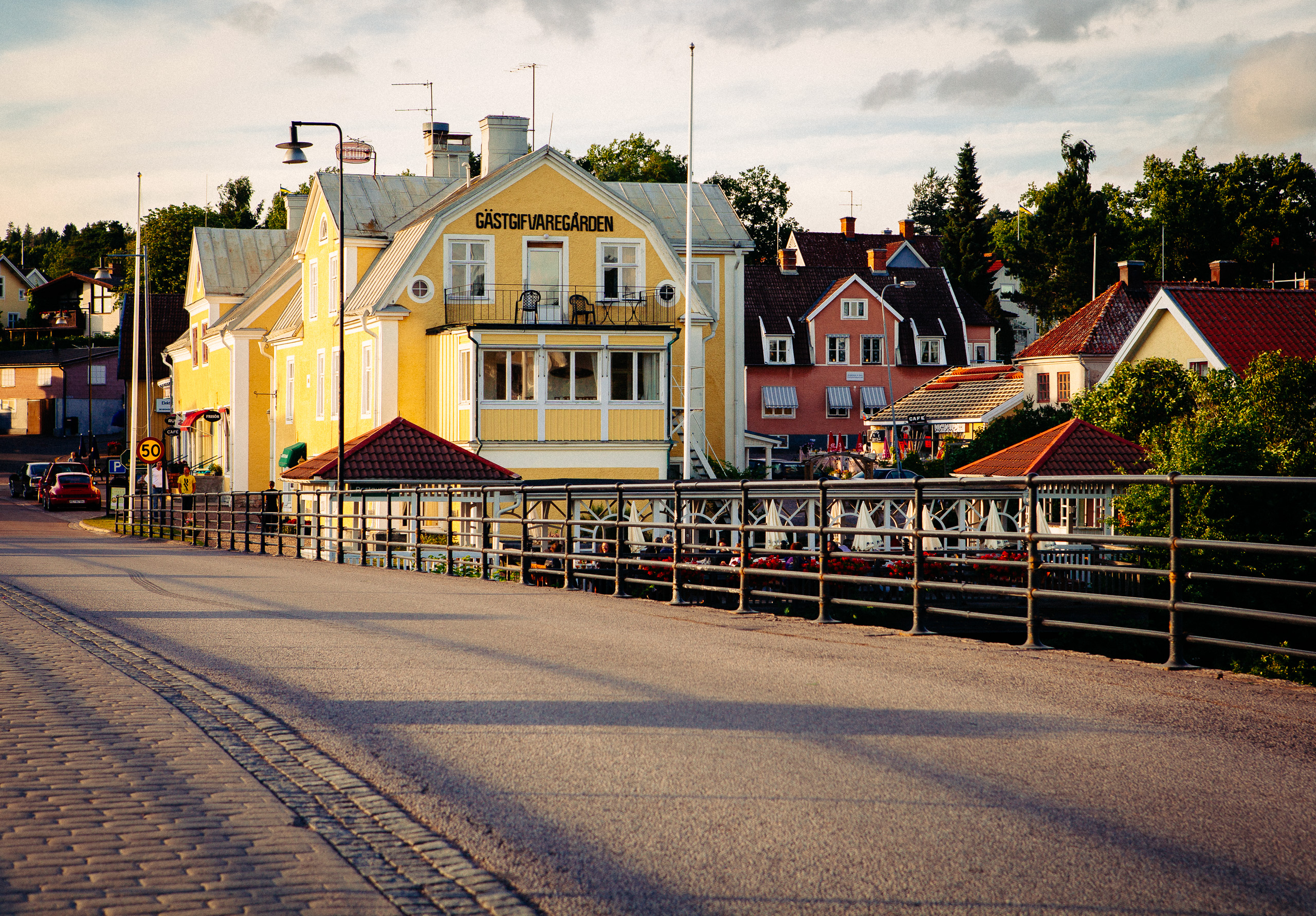
Gästgivaregården (Gästis) i Borensberg, sett från Strömbron. 15 juli 2013.

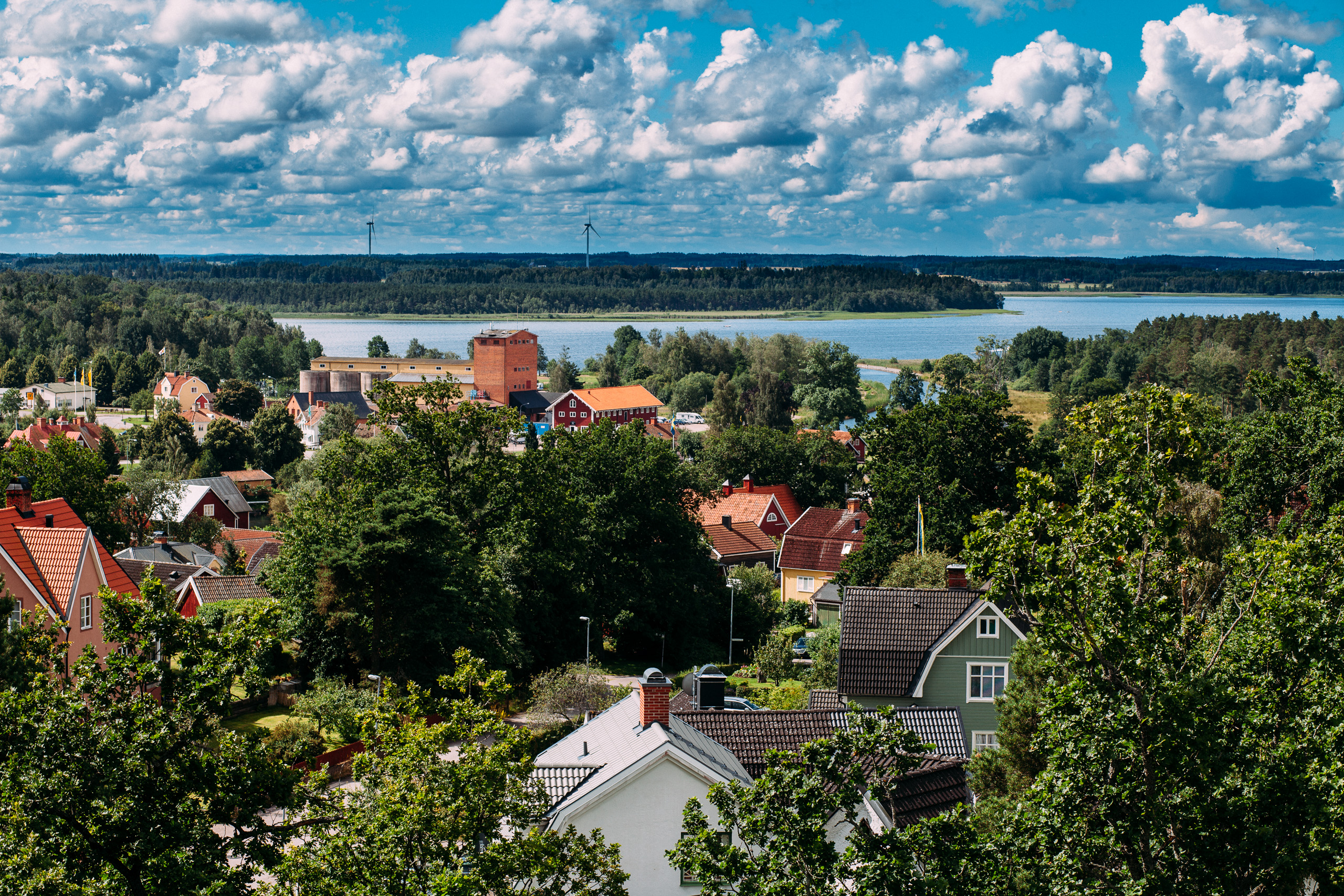
Vy över Borensberg sett från Klinten, juni 2012

## Historik

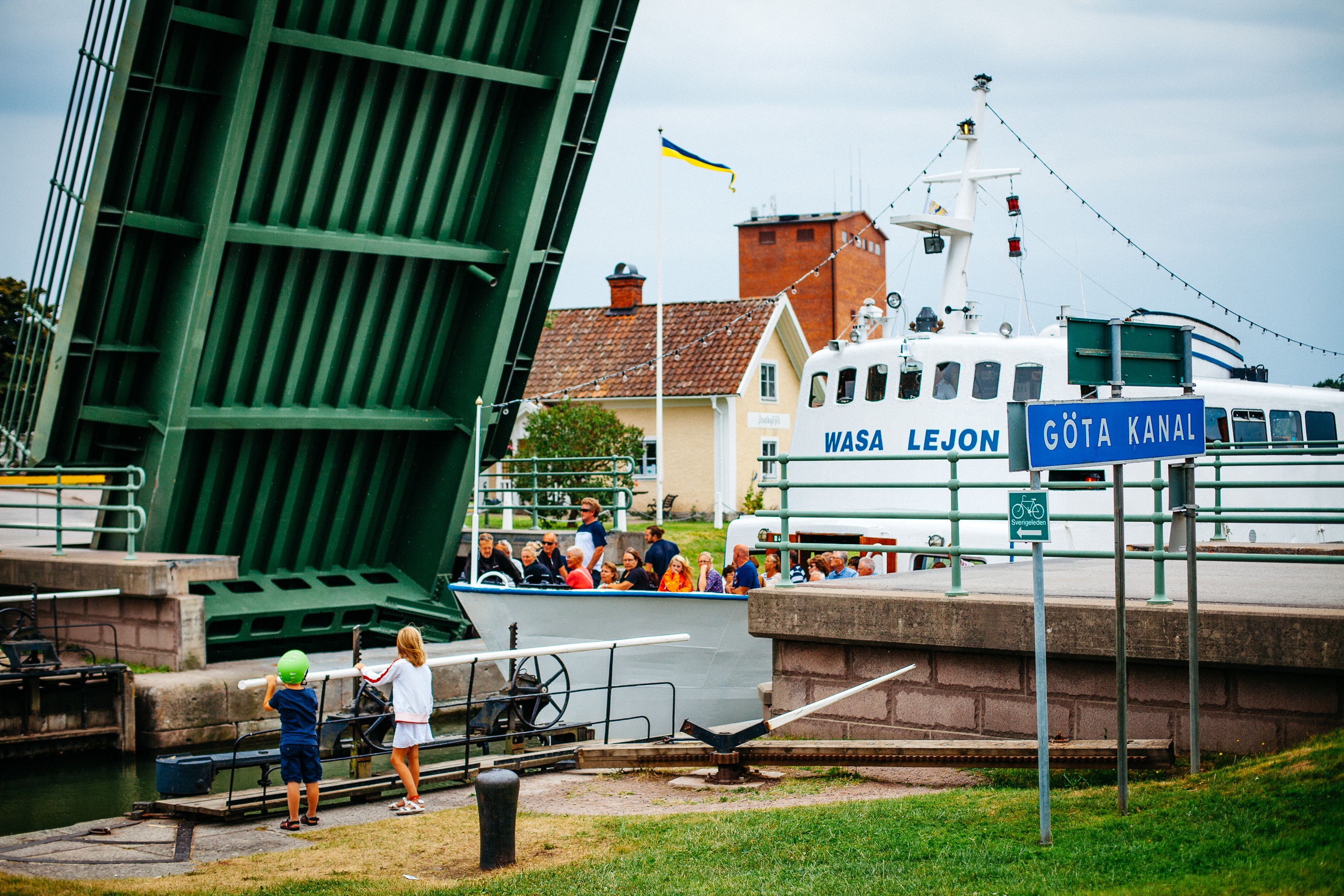
Broöppning i Borensberg med Wasa Lejon som passerar. 28 juli 2013.

Strax öster om samhället låg tidigare Kungs Norrby slott och det utkämpades ett slag där i och med Rantzaus räd under Nordiska sjuårskriget.

### Från Husbyfjöl till Borensberg
Ett äldre namn på Borensberg är Husbyfjöl. 2007 firade Borensberg 700 år som ort med flera arrangemang under hela året. Det hade då gått 700 år sedan Husbyfjöl (Hosabyfiol) första gången nämndes i en handling. Namnbytet till Borensberg skedde tidigt under 1900-talet. Det gamla namnet lever kvar i Husbyfjöls marknad (som årligen hålls första lördagen i september och arrangeras av Lions).
Vidare kallas den gamla genomfartsgatan genom Borensberg för Husbyvägen. På den gamla slussvaktarbostaden söder om kanalen står det fortfarande Husbyfjöl på fasaden.

### Göta kanal och Motala ström
Över strömmen går den ståtliga flervalvsbron av sten från 1797. Göta kanal vid Borensberg öppnades 1825 då sträckan Vättern - Roxen togs i drift.  Tre år tidigare hade västgötadelen av Göta kanal färdigställts. Slussen vid Göta kanal är den enda på östgötasidan som fortfarande manövreras med handkraft. Där Göta kanal böjer av åt öster finns ett kulturhistoriskt värdefullt lusthus från 1872, vilket avbildats på ett frimärke. Längs kanalen går Östgötaleden.
Det från flera svenska filmer välbekanta rödfärgade Göta Hotell från 1908 ligger på en smal landtunga mellan kanalen och Motala ström. På norra sidan av strömmen finns det gamla gästgiveriet, dagens Borensbergs gästgivaregård. Den är sedan 1915 ihopbyggd med det gamla tingshuset från 1690-talet som fram till 1907 inrymde Bobergs häradsrätt. Detta år flyttades tinget till Motala och den nybildade Aska, Dal och Bobergs häradsrätt.
Av stor ekonomisk betydelse för orten var länge även det i Motala ström bedrivna lax- och ålfisket. Utan Motala ström hade Borensberg (tidigare namn: Husbyfjöl) inte heller varit en kvarnby.

### Husbyfjöls gästgivargård
Den äldsta handlingen om gästgiveri på orten är från 1645 då länsmannen i Bobergs härad, bosatt på Hälla gård på gränsen mellan Kristbergs och Brunneby socknar ålades att svara för gästning åt såväl personer i kronans tjänst som andre resande. Holstens väg i Borensberg är uppkallad efter den förste gästgivaren, Holsten Andersson i Hälla. 
Krogen i Husbyfjöl finns med på 1649 års karta över krogar och gästgivargårdar längs de allmänna landsvägarna i Östergötland.
År 1691 utfärdade Karl XI ett privilegium rörande "Huusbyfiöhls krog" och den gästgivarverksamhet som där bedrevs. Längs den viktiga landsvägen i nord-sydlig riktning fanns 1854 i norr gästgivargårdar i östgötska Tjällmo (ej med på 1649 års karta men på en förteckning från 1686), närkingska Emma och i söder vid Hassla i Vallerstads socken (ej med 1649 eller 1686) mellan Husbyfjöl och Skänninge (ej att förväxla med Hassla åt Linköpingshållet, längs nuvarande riksväg 34).
Förr i tiden gick vägen mot Linköping norr om Motala ström och vek över till den södra sidan via en bro vid Kungs Norrby. Det framgår av kartor 1673, 1691, 1709 och 1779. År 1776 började planerna på en landsväg till Linköping söder om strömmen ta form.

### Municipalsamhället Borensberg
Mellan 24 oktober 1919 och 31 december 1949 fanns för orten ett municipalsamhälle inrättat i Brunneby landskommun och med en mindre del i Kristbergs landskommun. Borensbergs kommun bildades 1952 genom en sammanslagning av Brunneby, Klockrike och Kristbergs kommuner. Området är sedan 1971 en del av Motala kommun.

### Järnvägsepoken

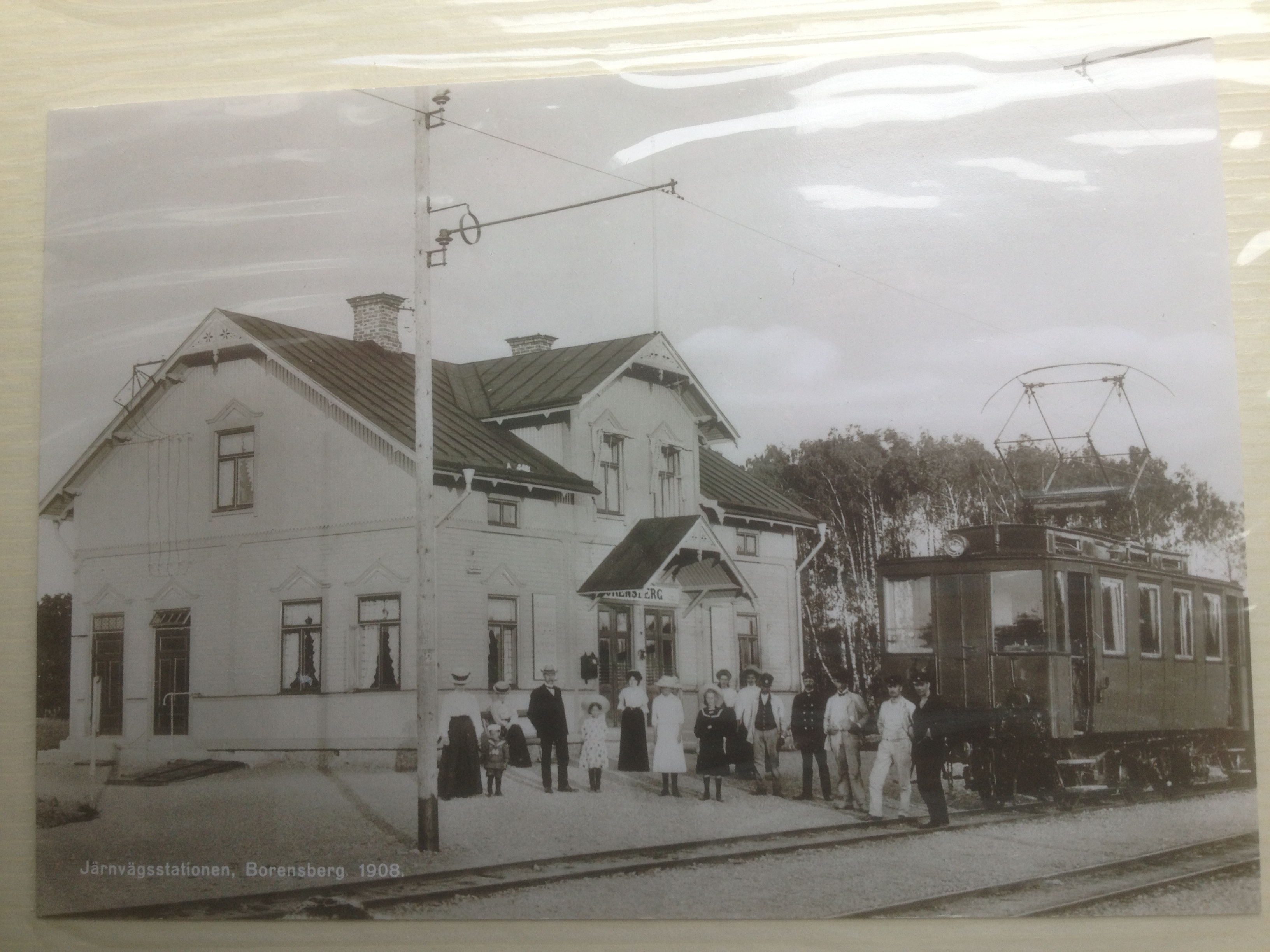
Borensbergs järnvägsstation 1908

Borensberg fick järnvägsförbindelse genom den 21 december 1907 färdigställda sträckan Klockrike–Borensberg som ingick i Mellersta Östergötlands Järnvägar (MÖJ). Den smalspåriga järnvägen med 891 mm spårvidd var 7,75 km lång och kostade MÖJ en kvarts miljon kronor att anlägga.
Den 1 november 1962 upphör trafiken på linjen Klockrike–Borensberg. Rivning av järnvägsspåret Klockrike–Borensberg och även på sträckorna Fågelsta–Linköping samt Fornåsa–Holmsbruk (Motala) sker under åren 1963–1964.

### Industriell utveckling
En förutsättning för eldriften på banan Klockrike - Borensberg var den av Motala Ströms Kraft AB 1904 anlagda Näs kraftstation strax öster om Borensberg. Mellan strömmen och kanalen fanns även ett glasbruk som tillverkade flaskor. Bland tidiga industrier i Borensberg märks även en kvarn med grynverk, en kvarnstensfabrik, ett mejeri samt en mekanisk verkstad. Den 1918 grundade Borensbergs Mekaniska Verkstad flyttade 1922 till Motala och blev senare känd under namnet Verkstads AB Lindqvist. Senare tillkom en lättbetongfabrik som AB Borensbergs Kalkindustrier 1935 sålde till Yxhultsbolaget vilket 1940 införde produktnamnet Ytong. Ännu senare tillkom en takpannefabrik (som tillverkade "Zanda-pannan"). Idag är den största industrin Arla Plast.

### Urmakarskolan
I Borensberg låg tidigare Urmakareskolan där man utbildade urmakare. 
Skolan startades i Borensberg 1940 av Sveriges Urmakareförbund med urmakaren Sven Sandström som rektor (fram till 1971). Den utökades 1956 till att omfatta även optikerutbildning, vilken 1999 flyttades till Stockholm. 
När Motala kommun tog över skolan ändrades namnet till Stefanskolan (efter urmakaren, journalisten och industriella organisatören Stefan Anderson). 
1999 återgick skolan i privat ägo och drivs sedan dess som aktiebolag och får statsfinansiering eftersom den betraktas som en nationell angelägenhet. 
Hösten 2012 återupptogs partnerskapet med det schweiziska utbildningsinstitutet Wostep efter ett års uppehåll. 
Till slut flyttar skolan hösten 2013 till Motala och en epok tar slut. 
Sedan 2013 klassificeras skolan som yrkeshögskola vilket innebär höjd status för den treåriga utbildningen.

### Befolkningsutveckling
| Befolkningsutvecklingen i Borensberg 1950–2020 | Befolkningsutvecklingen i Borensberg 1950–2020 | Befolkningsutvecklingen i Borensberg 1950–2020 | Befolkningsutvecklingen i Borensberg 1950–2020 | Befolkningsutvecklingen i Borensberg 1950–2020 |
| ---------------------------------------------- | ---------------------------------------------- | ---------------------------------------------- | ---------------------------------------------- | ---------------------------------------------- |
|                                                |                                                |                                                |                                                |                                                |
| År                                             |                                                |                                                | Folkmängd                                      | Areal (ha)                                     |
| 1950                                           | 1950                                           |                                                | 1 157                                          |                                                |
| 1960                                           | 1960                                           |                                                | 1 227                                          |                                                |
| 1965                                           | 1965                                           |                                                | 1 543                                          |                                                |
| 1970                                           | 1970                                           |                                                | 1 901                                          |                                                |
| 1975                                           | 1975                                           |                                                | 2 221                                          |                                                |
| 1980                                           | 1980                                           |                                                | 2 639                                          |                                                |
| 1990                                           | 1990                                           |                                                | 2 793                                          | 226                                            |
| 1995                                           | 1995                                           |                                                | 2 769                                          | 227                                            |
| 2000                                           | 2000                                           |                                                | 2 667                                          | 228                                            |
| 2005                                           | 2005                                           |                                                | 2 712                                          | 232                                            |
| 2010                                           | 2010                                           |                                                | 2 886                                          | 240                                            |
| 2015                                           | 2015                                           |                                                | 2 942                                          | 277                                            |
| 2020                                           | 2020                                           |                                                | 3 093                                          | 298                                            |
|                                                |                                                |                                                |                                                |                                                |

## Näringsliv

### Bankväsende
En sparbank för området, Klockrike och Brunneby sparbank, hade grundats 1853. Den blev år 1949 Borensbergsortens sparbank som uppgick i Linköping-Skänninge sparbank 1970 (senare Swedbank).
Under 1800-talet etablerade tre olika enskilda banker efter varandra avdelningskontor i Borensberg som alla drogs in efter mindre än ett decennium. I början av 1874 etablerade Smålands enskilda bank ett sedermera indraget kontor i Husbyfjöl. Därefter inrättade Östergötlands enskilda bank ett kontor som drogs in vid slutet av 1882. År 1883 etablerade Norrköpings enskilda bank ett kontor som lades ner den 1 juli 1891.
Hernösands enskilda bank öppnade ett avdelningskontor i Borensberg den 1 juli 1906. Denna bank uppgick snart i Svenska Handelsbanken. Snart återkom även Östgötabanken. De konkurrerade fram till år 1981 när Handelsbanken tog över Östgötabankens kontor på orten.
Swedbank stängde sitt kontor den 18 januari 2020. I mars 2021 stängde även Handelsbanken och Borensberg kom att stå utan bankkontor.

## Museer
Borensbergs hembygdsmuséum finns i Axel von Fersens kvarn, i Näs (knappt 2 km från Borensberg), som har öppet sommartid.
Sedan 2010 finns Sveriges Urmakareförbunds urmuséum i Borensberg. 

## Idrott
- Borensbergs IF har sektionerna fotboll, friidrott, skidor och cykel på programmet.
- Tjällmo-Godegårds OK som är den största orienteringsklubben i Motala kommun har sin mesta verksamhet i Borensberg. Mycket av verksamheten sker från klubbstugan vid Trädgårdstorp strax utanför Borensberg.
- Borensbergs Gymnastikförening har bra ungdomverksamhet.
- Borensbergs IBC har både ungdomslag och seniorlag.
- KFUM Taekwondo Linköping har sedan augusti 2018 verksamhet i gamla Näs kursgård strax öster om Borensberg.
- Korpen
- Sportlife gym finns på Husbyvägen 14.

## Kyrkor
Kyrkorna i Borensberg är Björkhällakyrkan (Borensbergs församling, Svenska kyrkan) på Husbyvägen 27, Pingstkyrkan (Pingstförsamlingen i Borensberg-Klockrike) på Hamnvägen 2, samt Salemkyrkan (Borensbergs baptistförsamling som 10 januari 2016 firade sin 98:e årshögtid) på Husbyvägen 20.

## Kända personer från Borensberg
Personer som är födda, uppvuxna eller var verksamma i Borensberg:
- David Bergström, politiker och publicist
- Björn Gottlieb, författare, journalist och hembygdsskildrare
- Maria Dufva, kriminolog och författare
- Mia Karlsvärd, fotograf, föreläsare, författare
- Ulf Holmertz, skådespelare, tv-profil, författare
- Sven-David Sandström, tonsättare och musiklärare
- Sven Sandström, urmakare
- Carl Skau, diplomat, har arbetat på FN:s flyktingkommissariat UNHCR, ledde svenska kampanjen för inval i FN:s säkerhetsråd, 2017-2018 biträdande representant i svenska representationen i FN:s säkerhetsråd.[23]